# Discografia de Conor Maynard
A seguir se apresenta a lista dos lançamentos discográficos de Conor Maynard, um cantor e compositor britânico nascido em Brighton. Ela consiste em dois álbuns de estúdio, um extended play (EP), vinte singles — incluindo dois promocionais e oito como artista convidado — e sete vídeos musicais. Em 2006, Maynard abriu uma conta no Youtube e foi publicando vídeos seus cantando músicas de outros artistas. Em 2009, ele conheceu o rapper Anth, que a partir daí começou a incluir vocais seus nas músicas que Maynard ia fazendo versões, tais como "Only Girl (In the World)", de Rihanna, e "Dynamite", de Taio Cruz. Quando o cantor e compositor norte-americano Ne-Yo viu a versão de Maynard da canção "Beautiful Monster", que é de sua autoria, procurou-o e acabou por se tornar no seu mentor. Em 2012, após vencer o prémio Brand New da MTV em Janeiro, que reconhece o melhor novo artista, Maynard assinou um contrato discográfico com a editora Parlophone Records, uma subsidiária da EMI Music.
O artista iniciou a produção do seu álbum de estúdio de estreia pouco tempo depois de assinar o contrato. O seu single de estreia, "Can't Say No", foi lançado em Abril de 2012 e teve um sucesso moderado na Europa, onde atingiu o segundo posto da tabela UK Singles Chart no Reino Unido e o terceiro da Scottish Singles Chart na Escócia. Na Irlanda, alcançou a posição treze. Em outros lugares, posicionou-se no número 21 na Nova Zelândia, na colocação 38 na Austrália, e na posição 75 da Canadian Hot 100 no Canadá. O vídeo musical de "Can't Say No" foi lançado no mês anterior ao seu lançamento como um single e foi dirigido por Rohan Blair-Mangat. "Vegas Girl", o segundo single, teve um desempenho igual ao do seu antecessor, tendo alcançado o terceiro posto na Escócia, o quarto no Reino Unido, o oitavo na Bélgica (Flandres), e o vigésimo segundo na Irlanda. No Japão, "Vegas Girl" posicionou-se no número dezassete. A 1 de Maio, foi lançado o single promocional "Drowning", para antecipar o lançamento de Contrast, o álbum de estúdio de estreia de Maynard, lançado no Reino Unido pela Parlophone Records no fim do mês seguinte. As suas dezassete mil unidades vendidas na sua primeira semana de comercialização no país ajudaram-no a estrear na primeira colocação da UK Albums Chart. O álbum alcançou o número três na Escócia, o décimo posto na Irlanda e o vigésimo sétimo lugar na Nova Zelândia. Em outros lugares, posicionou-se dentro das cinquenta melhores posições na Austrália, na Suíça e na Dinamarca. Nos Estados Unidos, o disco estreou no número 34, registando vendas superiores a doze mil cópias. Após ultrapassar a marca das trinta mil cópias vendidas no Reino Unido, Contrast recebeu o certificado de disco de prata pela British Phonographic Industry (BPI). O terceiro single do disco, "Turn Around (canção de Conor Maynard)", com participação de Ne-Yo, foi lançado em Outubro de 2012. A canção tornou-se na terceira consecutiva de Maynard a atingir o seu pico dentro das dez melhores posições da UK Singles Chart e da Scottish Singles Chart, e na segunda do cantor a entrar na Pop Songs nos EUA, alcançado a posição 27. "Turn Around" posicionou-se dentro das cinquenta melhores colocações em onze países, incluindo a Austrália, a Nova Zelândia e o Japão. O quarto single a ser lançado a partir de Contrast é a versão remixada de "Animal", que conta com a participação do rapper Wiley.
O seu segundo trabalho de estúdio, Covers, foi divulgado em Agosto de 2016.

## Álbuns de estúdio
| Contrast - 30 de Julho de 2012 - Parlophone Records - CD, download digital                                   | 1 | 48 | 34 | 10 | 3 | 34 | 10 | 27 | 73 | —  | - EUA: 12 000 | - BPI: Ouro |
| Covers - 5 de Agosto de 2016 - Parlophone Records - Download digital                                         | — | —  | —  | —  | — | —  | 79 | —  | 54 | 52 |               |             |
| "—" denota um item que não foi lançado nesse mercado ou falhou em entrar na tabela musical desse território. |   |    |    |    |   |    |    |    |    |    |               |             |

## Extended plays
| Detalhes do álbum                                                                             |
| --------------------------------------------------------------------------------------------- |
| iTunes Festival: London 2012 - 30 de Setembro de 2012 - Parlophone Records - Download digital |

## Singles
| 2012 | "Can't Say No"                                                             | 2  | 63 | 38 | 35 | 17 | 75 | 3  | —  | 13 | 21 | - BPI: Prata | Contrast              |
| 2012 | "Vegas Girl"                                                               | 4  | 63 | 75 | 57 | —  | —  | 5  | 22 | —  | 55 |              | Contrast              |
| 2012 | "Turn Around" (com participação de Ne-Yo)                                  | 8  | 76 | 43 | 43 | 18 | —  | 9  | 14 | 28 | 15 | - BPI: Prata | Contrast              |
| 2013 | "Animal" (com participação de Wiley)                                       | 6  | —  | —  | 47 | —  | —  | 6  | —  | 27 | —  |              | Contrast              |
| 2013 | "R U Crazy"                                                                | 4  | —  | —  | —  | —  | —  | 5  | —  | 18 | —  | - BPI: Prata | Não inclusos em álbum |
| 2015 | "Talking About"                                                            | 44 | —  | —  | —  | —  | —  | —  | —  | —  | 33 |              | Não inclusos em álbum |
| 2015 | "Royalty"                                                                  | —  | —  | —  | —  | —  | —  | —  | —  | —  | —  |              | Não inclusos em álbum |
| 2016 | "Are You Sure?" (& Kris Kross Amsterdam com participação de Ty Dolla Sign) | —  | —  | —  | —  | —  | —  | 99 | —  | —  | 25 |              | Não inclusos em álbum |
| 2016 | "Cold Water"                                                               | —  | —  | —  | —  | —  | —  | —  | —  | —  | —  |              | Não inclusos em álbum |
| 2017 | "Understand Me" (com CMC$)                                                 | —  | —  | —  | —  | —  | —  | —  | —  | —  | —  |              | Não inclusos em álbum |
| 2017 | "Dancing Queen" (com Daecolm & Sondr)                                      | —  | —  | —  | —  | —  | —  | —  | —  | —  | —  |              | Não inclusos em álbum |
| 2018 | "That Way" (& SDJM)                                                        | —  | —  | —  | —  | 37 | —  | —  | —  | —  | —  |              | Não inclusos em álbum |
| 2018 | "Hold On Tight" (& R3hab)                                                  | —  | —  | —  | —  | —  | —  | —  | —  | —  | —  |              | Não inclusos em álbum |
| "—" denota um item que não foi lançado nesse mercado ou falhou em entrar na tabela musical desse território. |                                                                            |    |    |    |    |    |    |    |    |    |    |              |                       |

1. ↑  "Can't Say No" foi lançado apenas em território europeu.

### Como artista convidado
| Ano | Canção                                                                                  | Melhores posições nas tabelas | Melhores posições nas tabelas | Álbum                 |
| Ano | Canção                                                                                  | PB                            | RU                            | Álbum                 |
| --- | --------------------------------------------------------------------------------------- | ----------------------------- | ----------------------------- | --------------------- |
| 2016 | "I'm Famous" (Marcus Butler com participação de Conor Maynard)                          | —                             | 85                            | Não incluso em álbum  |
| 2016 | "Dancing in the Headlights" (DJ Antoine com participação de Conor Maynard)              | —                             | —                             | Provocateur           |
| 2016 | "Catch Me Here" (Drumsound & Bassline Smith com participação de Conor Maynard)          | —                             | —                             | Não inclusos em álbum |
| 2017 | "Bad and Boujee" (Anth com participação de Conor Maynard)                               | —                             | —                             | Não inclusos em álbum |
| 2017 | "For Free" (Anth com participação de Conor Maynard)                                     | —                             | —                             | Não inclusos em álbum |
| 2017 | "For Fresia" (Anth com participação de Conor Maynard)                                   | —                             | —                             | Não inclusos em álbum |
| 2017 | "Wild Thoughts" (Anth com participação de Conor Maynard)                                | —                             | —                             | Não inclusos em álbum |
| 2017 | "All My Love" (Cash Cash com participação de Conor Maynard)                             | —                             | —                             | Não inclusos em álbum |
| 2017 | "How It Go" (Anth com participação de Conor Maynard)                                    | —                             | —                             | Não inclusos em álbum |
| 2017 | "Krippy Kush" (Anth com participação de Conor Maynard)                                  | —                             | —                             | Não inclusos em álbum |
| 2018 | "Whenever" (Kris Kross Amsterdam & The Boy Next Door com participação de Conor Maynard) | 86                            | —                             | Não inclusos em álbum |
| 2018 | "Numb" (Anth com participação de Conor Maynard)                                         | —                             | —                             | Não inclusos em álbum |
| "—" denota um item que não foi lançado nesse mercado ou falhou em entrar na tabela musical desse território. |                                                                                         |                               |                               |                       |

### Singlespromocionais
| Ano  | Canção         | Álbum    |
| ---- | -------------- | -------- |
| 2012 | "Drowning"     | Contrast |
| 2012 | "Just in Case" | Contrast |

### Outras canções que entraram nas tabelas musicais
| Ano  | Canção                                           | Melhor posição nas tabelas | Álbum    |
| Ano  | Canção                                           | RU                         | Álbum    |
| ---- | ------------------------------------------------ | -------------------------- | -------- |
| 2012 | "Better Than You" (com participação de Rita Ora) | 105                        | Contrast |

## Aparições em álbuns
| Ano  | Canção                                                                               | Álbum                                             |
| ---- | ------------------------------------------------------------------------------------ | ------------------------------------------------- |
| 2012 | Can't Say No"                                                                        | Now That's What I Call Music! 82                  |
| 2012 | "Starships" (ao vivo)                                                                | BBC Radio 1's Live Lounge — 2012                  |
| 2012 | "Turn Around" (com participação de Ne-Yo) (versão da rádio)                          | Now That's What I Call Music! 83                  |
| 2012 | "Can't Say No"                                                                       | The Sound of Kiss                                 |
| 2013 | "Turn Around" (com participação de Ne-Yo)                                            | DJ Abrantee - Afrobeats – The Ultimate Collection |
| 2013 | "Angel (Acoustic)" (J Rice com participação de Conor Maynard)                        | Covers                                            |
| 2017 | "Lay in My Bed (Remix)" (DJ Head Honcho com participação de Conor Maynard e Sacario) | Feel Me                                           |

## Vídeos musicais
| Ano  | Canção                                                      | Director           |
| ---- | ----------------------------------------------------------- | ------------------ |
| 2012 | "Can't Say No"                                              | Rohan Blair-Mangat |
| 2012 | "Vegas Girl"                                                | Travis Kopach      |
| 2012 | "Turn Around"                                               | Colin Tilley       |
| 2013 | "Animal"                                                    | N/A                |
| 2013 | "R U Crazy"                                                 | N/A                |
| 2015 | "Talking About"                                             | N/A                |
| 2015 | "Royalty"                                                   | N/A                |
| 2017 | "All My Love" (Cash Cash com participação de Conor Maynard) | N/A                |